# Mameyes
Mameyes fue un sector rural del barrio La Cantera (o barrio Sexto) cerca del casco urbano en el municipio puertorriqueño de Ponce (Puerto Rico).
Este sector es recordado por la tragedia de la madrugada del lunes 7 de octubre de 1985, en la que intensos aguaceros provocados por una onda tropical intensa ―que en la República Dominicana se convirtió en el huracán Isabel― desataron un derrumbe de tierra.

## Descripción
Mameyes es un sector con una geografía peculiarmente montañosa de mediano relieve. Tal sector queda cerca del monumento histórico/arquitectónico Cruceta El Vigía y el hoy día museo Castillo Serrallés. Antes de la tragedia, en el sector residían personas mayormente de escasos recursos, y muchos de ellos construyeron sus propios hogares. En el área ―para la época― no se contaba con ningún sistema (ni siquiera primitivo) de acueductos y alcantarillados. Muchas de las viviendas solo hacían uso de pozos sépticos para depositar desechos fecales. Por esto, y por muchos otros factores de la pobre planificación de infraestructura local, al sector, después de la tragedia, se le demarcó y consideró no apto para ser repoblado hasta que se atendieran las deficiencias que físicamente contribuyeron a la destrucción del sitio. Estudios posteriores del terreno y sus condiciones geográficas fueron acatados.

## Tragedia
En algunos momentos se alcanzaron los 70 mm en una hora.
En octubre de 1985, los grandes aguaceros de la tormenta tropical Isabel arrasaron la isla de Puerto Rico. La gran cantidad de lluvia ―que en algunos sectores de Puerto Rico llegó a 560 mm (más de la mitad del promedio anual) en solo 24 horas― saturó el terreno. El 7 de octubre de 1985, alrededor de las 3:30 de la madrugada, el terreno comenzó a ceder en Mameyes, creando un derrumbe monumental de lodo y hogares. El peso desplazado causó un segundo deslizamiento que destruyó las residencias localizadas hacia el área de la carretera.
El desastre sucedió en un par de minutos, y dejó cientos de muertos y cerca de 175 casas destrozadas.
Cientos de personas buscaban sus seres queridos entre el fango que lo cubrió todo. Muchos cuerpos estaban parcialmente enterrados y fueron inicialmente sacados y transportados por los vecinos y familiares hasta la escuela (que en la fotografía más conocida se encuentra localizada en la parte izquierda) al final de la carretera. Inicialmente los equipos de rescate encontraron mucha dificultad a entrar en la zona del deslizamiento, la carretera era muy estrecha para mover todo el equipo pesado. La inestabilidad del terreno, particularmente cuando helicópteros sobrevolaban el área, causaban desprendimientos leves. Los Gobiernos local, estatal y federal comenzaron una búsqueda de sobrevivientes, pero a pocas horas se convirtió en una extracción de cadáveres. Se invitaron equipos de búsqueda, incluyendo equipos con perros, para buscar las víctimas. Cuatro países ―Estados Unidos, México, Francia y Venezuela― enviaron ayuda económica, humana y de maquinarias. Al finalizar la búsqueda, quedaban varias personas desaparecidas y se entiende que todavía están sepultadas debajo del lodo y escombro. Durante la búsqueda inicial ―la cual se efectuó durante los primeros cinco días― se usó el sistema de sonar de los equipos franceses. Estos ordenaban un silencio absoluto de las operaciones, eso era seguido de instrucciones para que la persona atrapada enviara un señal haciendo contacto con una superficie sólida o metálica la cual fuera detectada por el sonar. Durante las primeros días se obtuvieron señales de personas atrapadas pero estas eventualmente desaparecieron y no eran muy específicas. Cuando rescatistas encontraban los cadáveres de las víctimas estos estaban usualmente enrollados con los mátreses de sus camas, algunos en sus cunas. Nunca se sabrá si algunos sobrevivieron en el lodo, sin comida y sin agua en el calor extremo de Puerto Rico. Equipos fueron organizados y estos consistían de personal técnico de emergencias médicas y los equipos caninos de varios países.
Al final de la tragedia, 129 fue el número oficial de muertos, aunque existen estimados de cerca de 300 víctimas (ya que en 175 casas vivirían entre 800 y 1200 personas), siendo este uno de los peores derrumbes en la historia de Puerto Rico.

## Mameyes hoy día
El sector Mameyes de Ponce tiene mucho menos habitantes que antes, dado que la Agencia de Manejo de Emergencia Federal de los Estados Unidos (FEMA por sus siglas en inglés) y el Gobierno de Puerto Rico cerraron varios hogares cerca del lugar por la inestabilidad del terreno. El Gobierno construyó un monumento en el sector para conmemorar las víctimas.

## Los Niños de Mameyes
En el área de Mameyes había unos salones del programa local de Head Start. Estos edificios se pueden observar a la izquierda al final de la carretera. En este edificio, que fue usado por personal de rescate, contenía unos de los tesoros más famosos descubiertos en este evento. El viernes 4 de octubre, antes de partir para el fin de semana, a los niños del programa les fue dada una tarea de dibujar.
Los dibujos de los niños no son claros, pero por pareidolia se podrían ver casas, rocas gigantes, y personas en posición horizontal con cruces que podrían simbolizar la muerte. Algunos de esos niños fallecieron en la tragedia. Varios de estos fotos se encuentran en exhibición en el Museo de Arte de Ponce.